# Peter Vera
Peter Javier Vera Díaz (Montevideo, Uruguay, 8 de diciembre de 1982). Es un exfutbolista profesional uruguayo, se desempeñó en el terreno de juego como mediocampista y militó en diversos clubes de Uruguay, Chile, China e Irán.

## Clubes
| Club                       | País    | Año       |
| -------------------------- | ------- | --------- |
| Nacional                   | Uruguay | 1998-2000 |
| Bella Vista                | Uruguay | 2001-2002 |
| Shanghái Greenland Shenhua | China   | 2003-2004 |
| Deportivo Colonia          | Uruguay | 2005      |
| River Plate                | Uruguay | 2005-2006 |
| Foolad FC                  | Irán    | 2007      |
| Juventud Las Piedras       | Uruguay | 2007      |
| Fernández Vial             | Chile   | 2008      |
| San Luis                   | Chile   | 2008      |
| Rampla Juniors             | Uruguay | 2009-2010 |